# Francisco Bru
Francisco Bru Sanz, também conhecido como Francesc Bru ou Paco Bru (Madrid, 12 de abril de 1885 — Málaga, 10 de junho de 1962), foi um futebolista e treinador de futebol espanhol. Ele dirigiu o Peru na Copa do Mundo de 1930, sediada no Uruguai, na qual a equipe que comandou terminou na décima colocação dentre os treze participantes.